# Görschen
Görschen ist ein Ortsteil der Gemeinde Mertendorf im Burgenlandkreis in Sachsen-Anhalt.

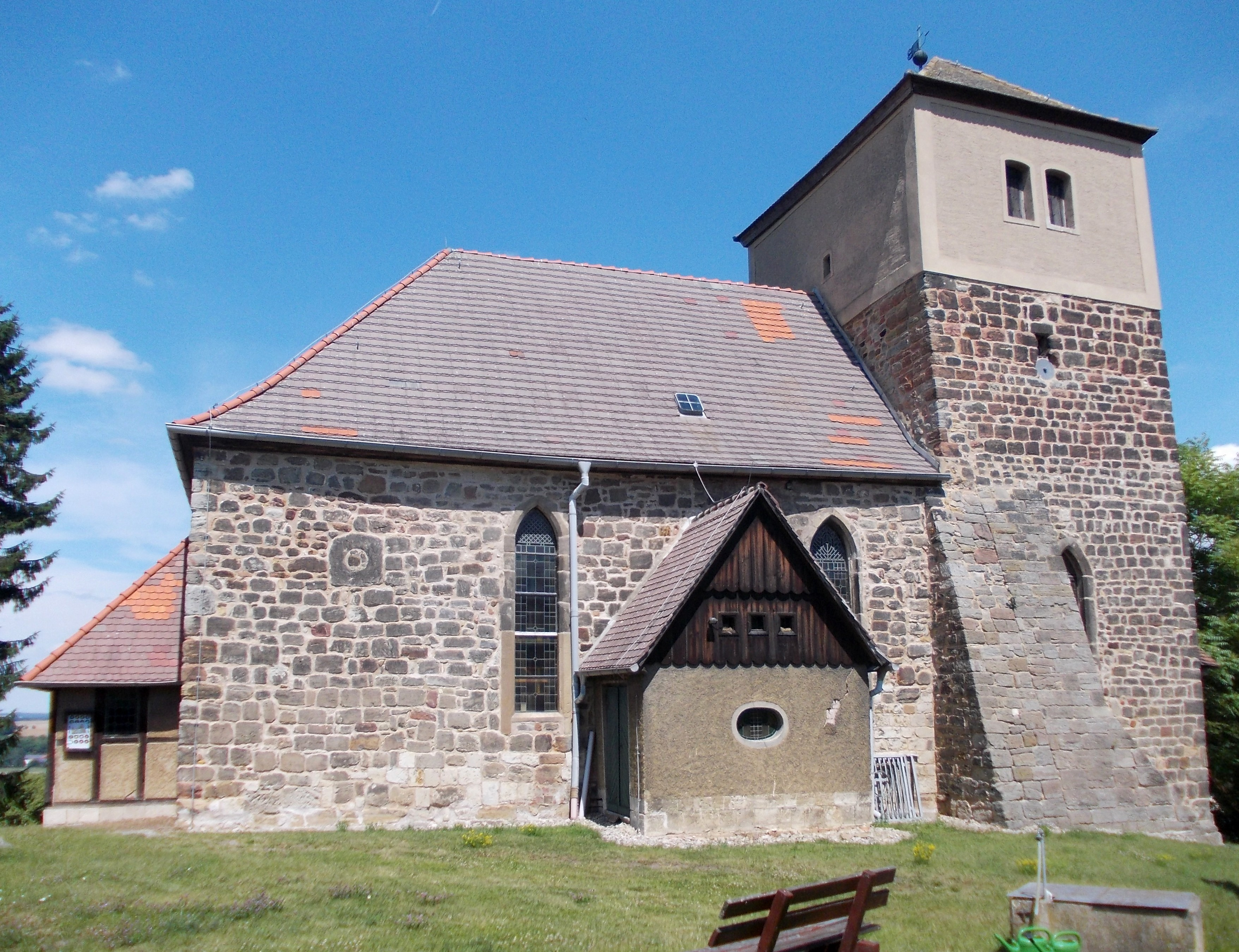
Kirche St. Crucis

## Geografie
Görschen liegt ca. acht Kilometer südöstlich von Naumburg (Saale). Als Ortsteile der ehemaligen Gemeinde waren Droitzen, Rathewitz und Scheiplitz ausgewiesen.

## Geschichte
Der Ort Görschen – auch Goerschen bzw. Gorschen – wurde bereits 998 erstmals erwähnt und erhielt im 13. Jahrhundert seine erste Kirche. Er ist nicht zu verwechseln mit den Orten Großgörschen und Kleingörschen in der Gemeinde Lützen, wo das gleichnamige thüringische Adelsgeschlecht „von Görschen“ ihren Sitz hatte.
Görschen gehörte im 17. Jahrhundert zum albertinischen Kurfürstentum Sachsen. Kurfürst Johann Georg I. belehnte 1620 Christian Schenk von Tautenburg mit Gütern in Görschen und Droitzen im Amt Weißenfels. Nach dem Tod von Christian Schenk von Tautenburg gehörten beide Orte ab 1640/52 als Exklaven zum kursächsischen Amt Tautenburg.
Mit dem Wiener Kongress kam Görschen 1815 zum preußischen Landkreis Naumburg in der Provinz Sachsen.
Am 1. Januar 2010 schlossen sich die Gemeinden Görschen und Löbitz mit der Gemeinde Mertendorf zur neuen Gemeinde Mertendorf zusammen.

## Wirtschaft und Infrastruktur

### Verkehr
Die Bundesstraße 180, die von Naumburg (Saale) nach Zeitz führt, verläuft in einem Bogen um Görschen.